# 만나르만

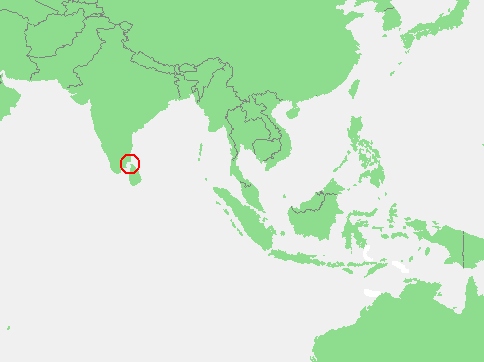
만나르 만의 위치

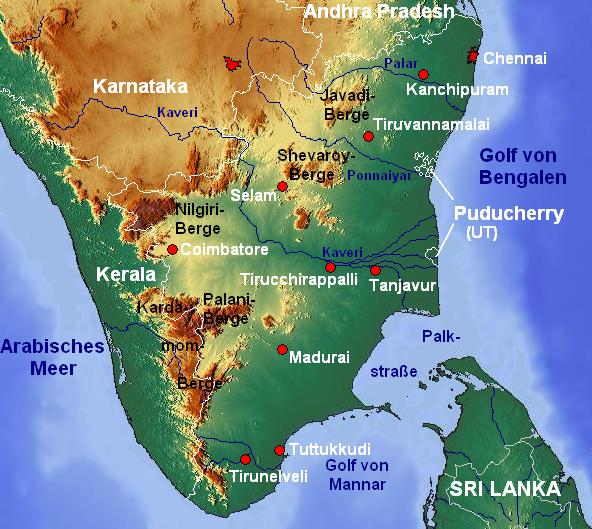
만나르 만의 지형도

만나르 만은 인도양의 라카디브 해에 있는 거대하고 얕은 만 지형이다. 인도의 남동쪽 끝부분과 스리랑카의 서쪽 해안과 만나며 보통 그 폭은 160~200 km이다. 저지대와 산호초가 대거 존재하며 포크 해협과 구분한다.

## 동식물군
남동쪽 끝부분에 위치하고 항구 지역에 해당하는 만나르 만은 동식물군만 3,600 종이 서식하는 것으로 알려져 있으며 해안 생태계만 고려하면 아시아 전체 최고 수준인 것으로 파악되고 있다. 117개의 고산호군이 이 지역에서 발견됐으며 바다거북과 동물이 많이 유입되며 상어, 듀공, 돌고래들의 먹잇감이 되기도 한다. 하지만 20세기를 지나오면서 인근의 47개 마을의 전체 인구가 5만 명으로 늘어났으며 어업에 종사하는 이들이 해안 생태계를 싹쓸이하면서 어획량이 급감하고 있다. 굴이나 진주, 산호류로 생계를 잇는 사람이 많은데 이들 종이 줄어든다는 사실은 생활 기반의 상실을 의미하는 것과도 같다. 희귀 동물로는 듀공과 고래류 등이 있다.

## 보호
1986년 만나르 해안생태국립공원이 21개의 인근 섬지대를 포함하여 지정됐다. 3년 뒤에는 완충 지대가 10km로 확대되었다.
총 지대 면적은 10,500 km2이며 해안선과 함께 섬, 해변가, 열대/아열대 삼림, 강어귀 등도 포함된다. 해초와 산호초 지대를 많이 포함하며 염습지도 해당된다.

## 선박업
만나르 만의 주요 항구는 타밀 나두의 투터쿠디이며 스리랑카의 경우에는 콜롬보이다. 해당 항구가 큰 선박
수용이 모두 가능하지만 포크 해협 인근의 경우에는 깊이가 낮아 작은 기선만 입항할 수 있다. 2005년 7월 인도 정부는 만나르 만과 벵골만을 연결하여 깊은 해협을 건설하고자 정부에서 계획을 발표했다. 정부 측은 자국내 동서 지역을 훨씬 더 가깝게 연결할 수 있을 것이라며 사업 추진 배경을 설명하고 있다.
정부에서 지나치게 프로젝트 추진을 해감에 따라 환경론자들은 해양 생태계와 어류 분포가 갈수록 악화될 수 있다고 경고하고 나섰다.